# Pasly
Pasly [pali] est une commune française située dans le département de l'Aisne, en région culturelle et historique de Picardie, administrative Hauts-de-France. Elle fait partie de GrandSoissons Agglomération, et est la banlieue de Soissons.

### Localisation

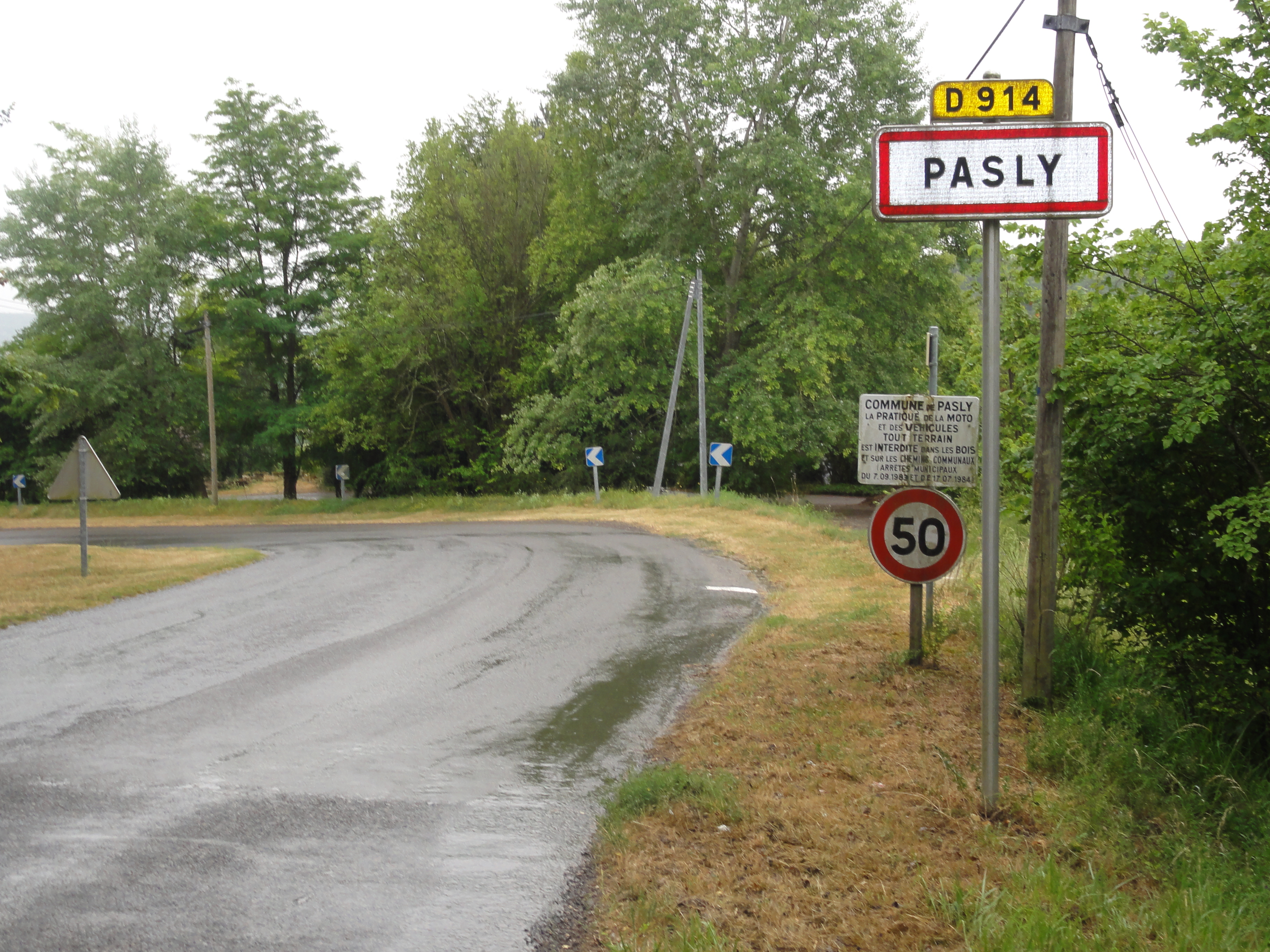
Entrée de Pasly.

## Géographie

### Hydrographie
La commune est située dans le bassin Seine-Normandie. Elle est drainée par l'Aisne,.
L'Aisne est un  cours d'eau naturel navigable de 256 km de longueur, traversant les cinq départements Meuse, Marne, Ardennes, Aisne, Oise. Elle est un affluent de rive gauche de l'Oise, ce qui fait d'elle un sous-affluent de la Seine.

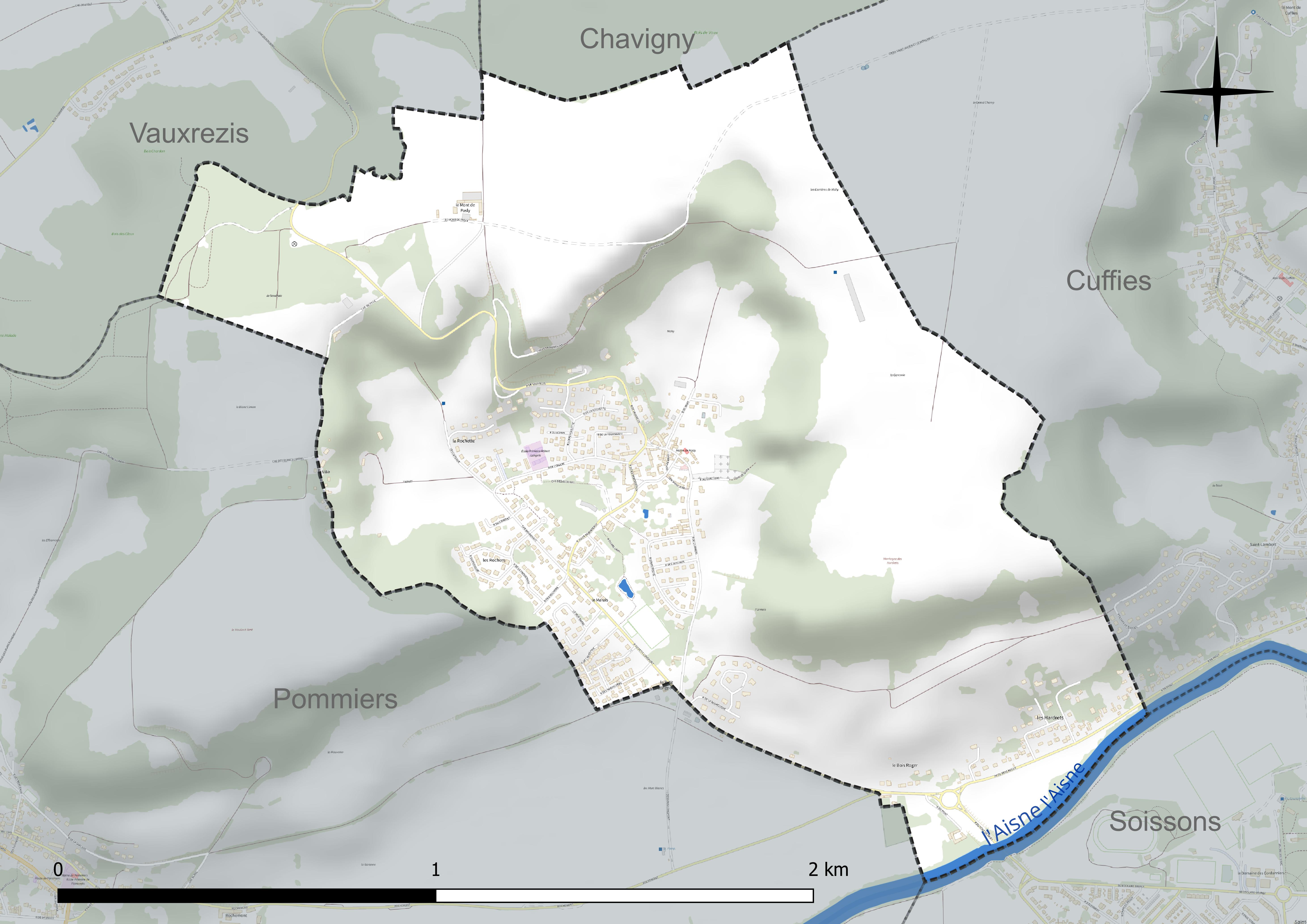
Réseau hydrographique de Pasly.

### Climat
Pour des articles plus généraux, voir Climat des Hauts-de-France et Climat de l'Aisne.
En 2010, le climat de la commune est de type climat océanique dégradé des plaines du Centre et du Nord, selon une étude du CNRS s'appuyant sur une série de données couvrant la période 1971-2000. En 2020, Météo-France publie une typologie des climats de la France métropolitaine dans laquelle la commune est exposée à un climat océanique altéré et est dans la région climatique Nord-est du bassin Parisien, caractérisée par un ensoleillement médiocre, une pluviométrie moyenne régulièrement répartie au cours de l'année et un hiver froid (3 °C).
Pour la période 1971-2000, la température annuelle moyenne est de 10,6 °C, avec une amplitude thermique annuelle de 15,1 °C. Le cumul annuel moyen de précipitations est de 723 mm, avec 12,5 jours de précipitations en janvier et 8,9 jours en juillet. Pour la période 1991-2020, la température moyenne annuelle observée sur la station météorologique la plus proche, située sur la commune de Braine à 18 km à vol d'oiseau, est de 11,3 °C et le cumul annuel moyen de précipitations est de 662,7 mm,. Pour l'avenir, les paramètres climatiques de la commune estimés pour 2050 selon différents scénarios d'émission de gaz à effet de serre sont consultables sur un site dédié publié par Météo-France en novembre 2022.

## Urbanisme

### Typologie
Au 1er janvier 2024, Pasly est catégorisée commune rurale à habitat dispersé, selon la nouvelle grille communale de densité à 7 niveaux définie par l'Insee en 2022.
Elle est située hors unité urbaine. Par ailleurs la commune fait partie de l'aire d'attraction de Soissons, dont elle est une commune de la couronne,. Cette aire, qui regroupe 92 communes, est catégorisée dans les aires de 50 000 à moins de 200 000 habitants,.

### Occupation des sols
L'occupation des sols de la commune, telle qu'elle ressort de la base de données européenne d'occupation biophysique des sols Corine Land Cover (CLC), est marquée par l'importance des territoires agricoles (49 % en 2018), en diminution par rapport à 1990 (55 %). La répartition détaillée en 2018 est la suivante : 
terres arables (49 %), zones urbanisées (26,3 %), forêts (24,1 %), espaces verts artificialisés, non agricoles (0,6 %).
L'évolution de l'occupation des sols de la commune et de ses infrastructures peut être observée sur les différentes représentations cartographiques du territoire : la carte de Cassini (XVIIIe siècle), la carte d'état-major (1820-1866) et les cartes ou photos aériennes de l'IGN pour la période actuelle (1950 à aujourd'hui).

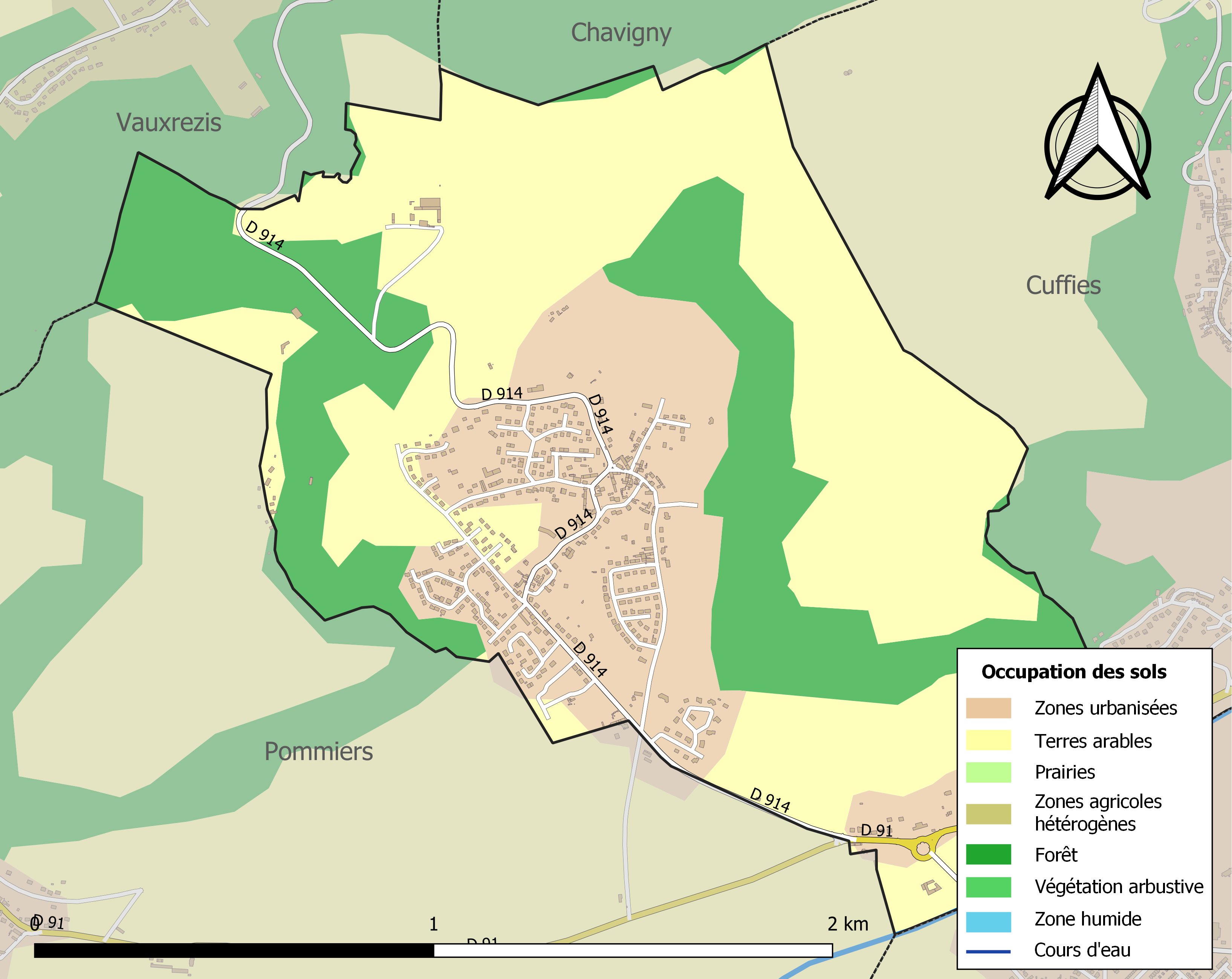
Carte de l'occupation des sols de la commune en 2018 (CLC).

## Toponymie
Le nom de la localité est attesté sous les formes Paliacum (1226) ; Paluel (XIIIe siècle) ; Palia (1215) ; Palie (1248) ; Palies (1451) ; Palye (1502) ; Paslye (1548) ; Pallye (1564) ; Pallie (1566) ; Pally (1666).

## Histoire
En 1864, Jules-Xavier Saguez de Breuvery, archéologue, réalise des études sur des grottes gauloises.
En 1870, les gardes nationaux du village défendirent Soissons qui était assiégée.

## Politique et administration

### Découpage territorial
La commune de Pasly est membre de l'intercommunalité GrandSoissons Agglomération, un établissement public de coopération intercommunale (EPCI) à fiscalité propre créé le 29 décembre 1999 dont le siège est à Cuffies. Ce dernier est par ailleurs membre d'autres groupements intercommunaux.
Sur le plan administratif, elle est rattachée à l'arrondissement de Soissons, au département de l'Aisne et à la région Hauts-de-France. Sur le plan électoral, elle dépend du  canton de Soissons-1 pour l'élection des conseillers départementaux, depuis le redécoupage cantonal de 2014 entré en vigueur en 2015, et de la quatrième circonscription de l'Aisne  pour les élections législatives, depuis le dernier découpage électoral de 2010.

### Administration municipale
| Période                                  | Période                       | Identité               | Étiquette | Qualité                                                                 |
| ---------------------------------------- | ----------------------------- | ---------------------- | --------- | ----------------------------------------------------------------------- |
| Les données manquantes sont à compléter. |                               |                        |           |                                                                         |
| 1865                                     | après 1870                    | Julien Deschamps       |           | Artiste dramatique                                                      |
| Les données manquantes sont à compléter. |                               |                        |           |                                                                         |
| 1983                                     | 1995                          | Jacques Nelis          | SE        |                                                                         |
| 1995                                     | mars 2008                     | Jean-Claude Attencourt | UMP       | Président de la communauté d'agglomération du Soissonnais (1999 → 2001) |
| mars 2008                                | En cours (au 13 juillet 2020) | Philippe Camacho       | SE        | Cadre Réélu pour le mandat 2020-2026,                                   |

## Population et société

### Démographie
L'évolution du nombre d'habitants est connue à travers les recensements de la population effectués dans la commune depuis 1793. Pour les communes de moins de 10 000 habitants, une enquête de recensement portant sur toute la population est réalisée tous les cinq ans, les populations de référence des années intermédiaires étant quant à elles estimées par interpolation ou extrapolation. Pour la commune, le premier recensement exhaustif entrant dans le cadre du nouveau dispositif a été réalisé en 2004.

En 2022, la commune comptait 1 061 habitants, en évolution de +6,31 % par rapport à 2016 (Aisne : −1,97 %, France hors Mayotte : +2,11 %).
| 1793 | 1800 | 1806 | 1821 | 1831 | 1836 | 1841 | 1846 | 1851 |
| ---- | ---- | ---- | ---- | ---- | ---- | ---- | ---- | ---- |
| 212  | 248  | 200  | 208  | 248  | 266  | 267  | 278  | 281  |

| 1856 | 1861 | 1866 | 1872 | 1876 | 1881 | 1886 | 1891 | 1896 |
| ---- | ---- | ---- | ---- | ---- | ---- | ---- | ---- | ---- |
| 266  | 263  | 258  | 279  | 269  | 253  | 241  | 277  | 270  |

| 1901 | 1906 | 1911 | 1921 | 1926 | 1931 | 1936 | 1946 | 1954 |
| ---- | ---- | ---- | ---- | ---- | ---- | ---- | ---- | ---- |
| 275  | 278  | 256  | 238  | 270  | 267  | 262  | 245  | 267  |

| 1962 | 1968 | 1975 | 1982  | 1990  | 1999  | 2004  | 2006  | 2009  |
| ---- | ---- | ---- | ----- | ----- | ----- | ----- | ----- | ----- |
| 319  | 558  | 902  | 1 018 | 1 119 | 1 067 | 1 027 | 1 011 | 1 023 |

| 2014  | 2019  | 2022  | - | - | - | - | - | - |
| ----- | ----- | ----- | - | - | - | - | - | - |
| 1 004 | 1 064 | 1 061 | - | - | - | - | - | - |

### Manifestations culturelles et festivités
- Fête du commerce et de l'artisanat : le 1er mai.
- Fête patronale : fête de la saint Jean-Baptiste, le dernier week-end de juin après la saint Jean-Baptiste.

## Culture locale et patrimoine

### Lieux et monuments
- Église de la Nativité-de-Saint-Jean-Baptiste de Pasly.
- Monument des instituteurs, situé sur le plateau à la frontière avec la commune de Cuffies, sur les lieux mêmes de l'exécution.
- Monument aux morts.
- Croix de chemin.

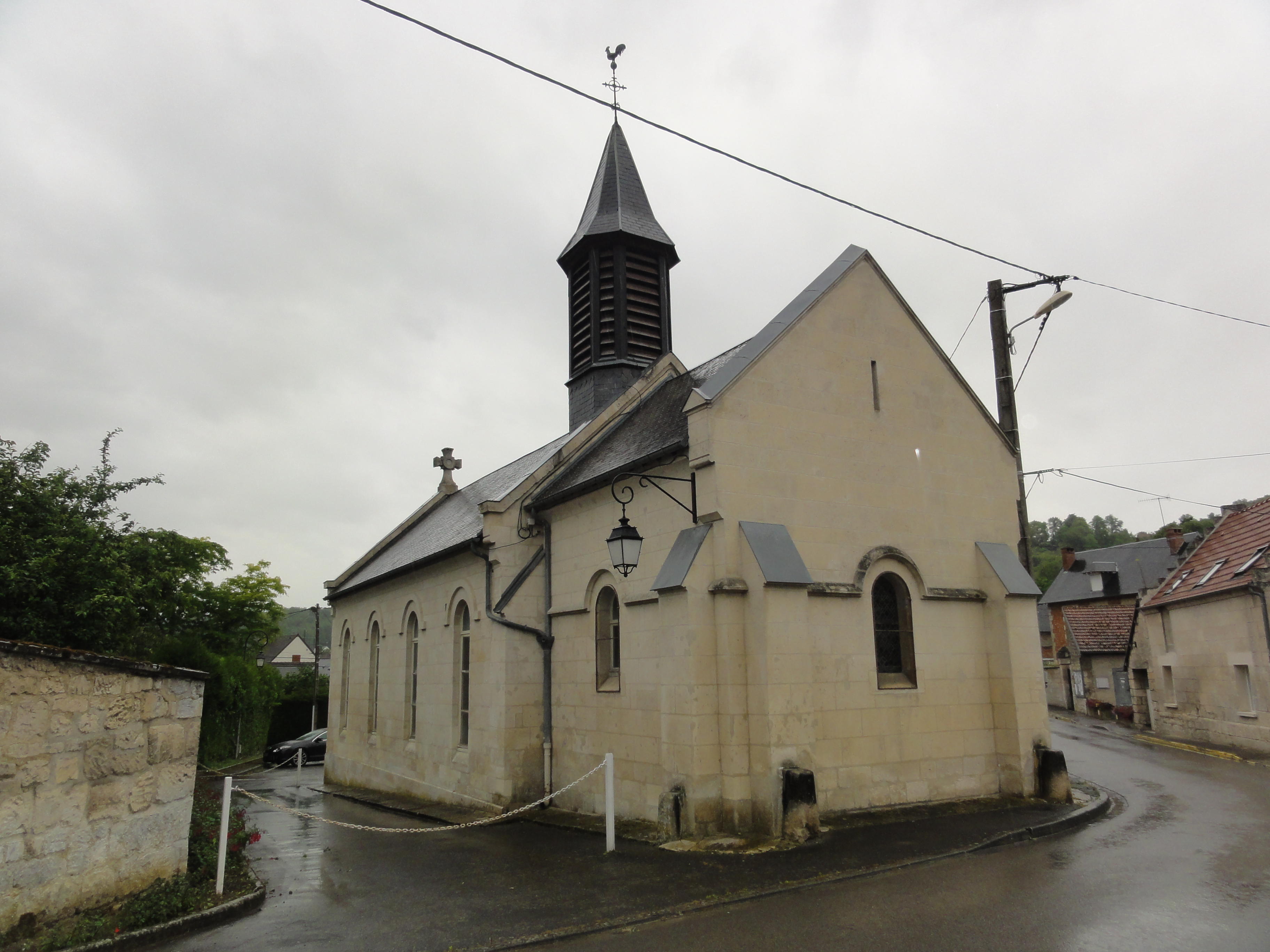
Église Saint-Jean-Baptiste.
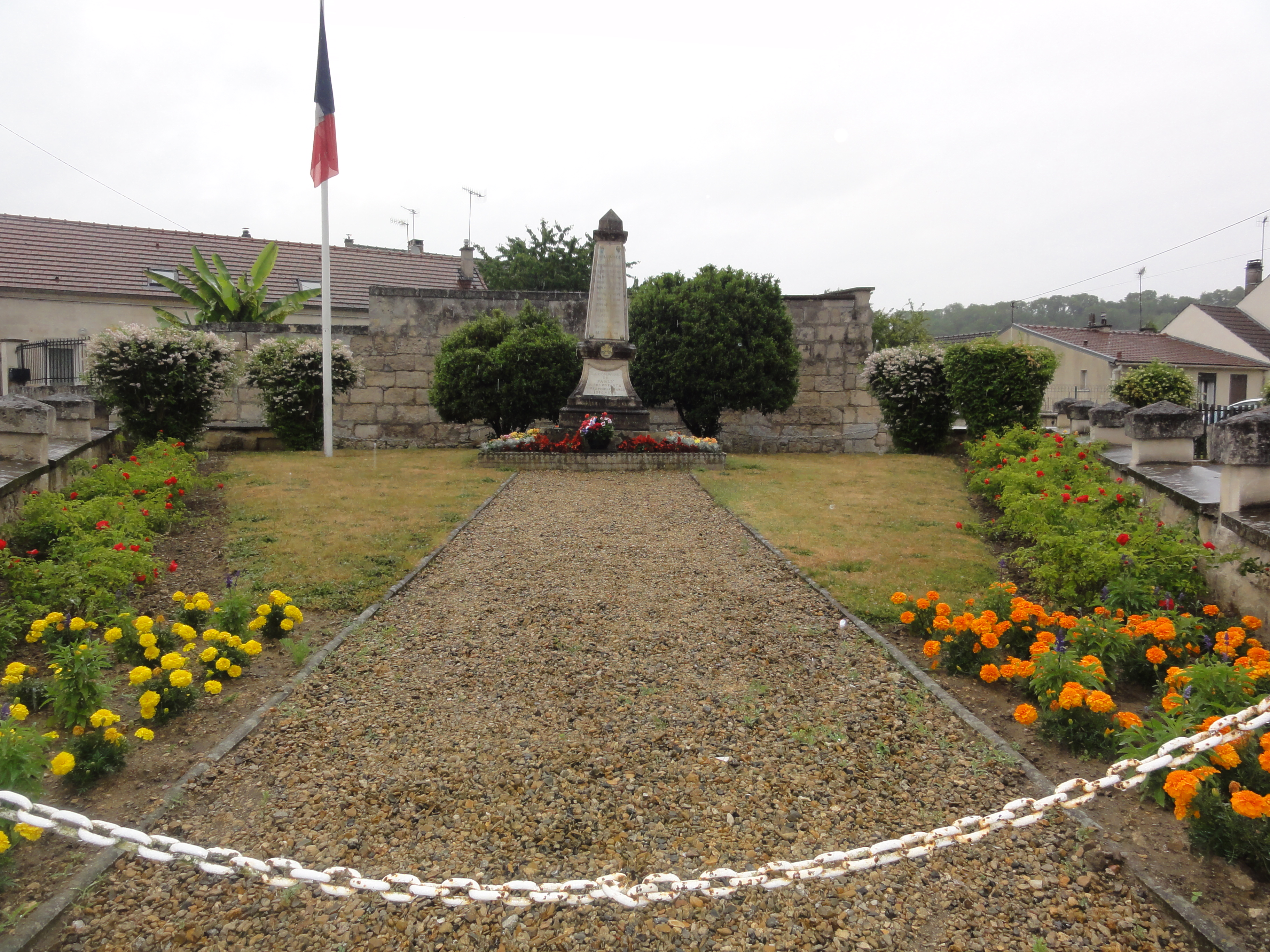
Monument aux morts.
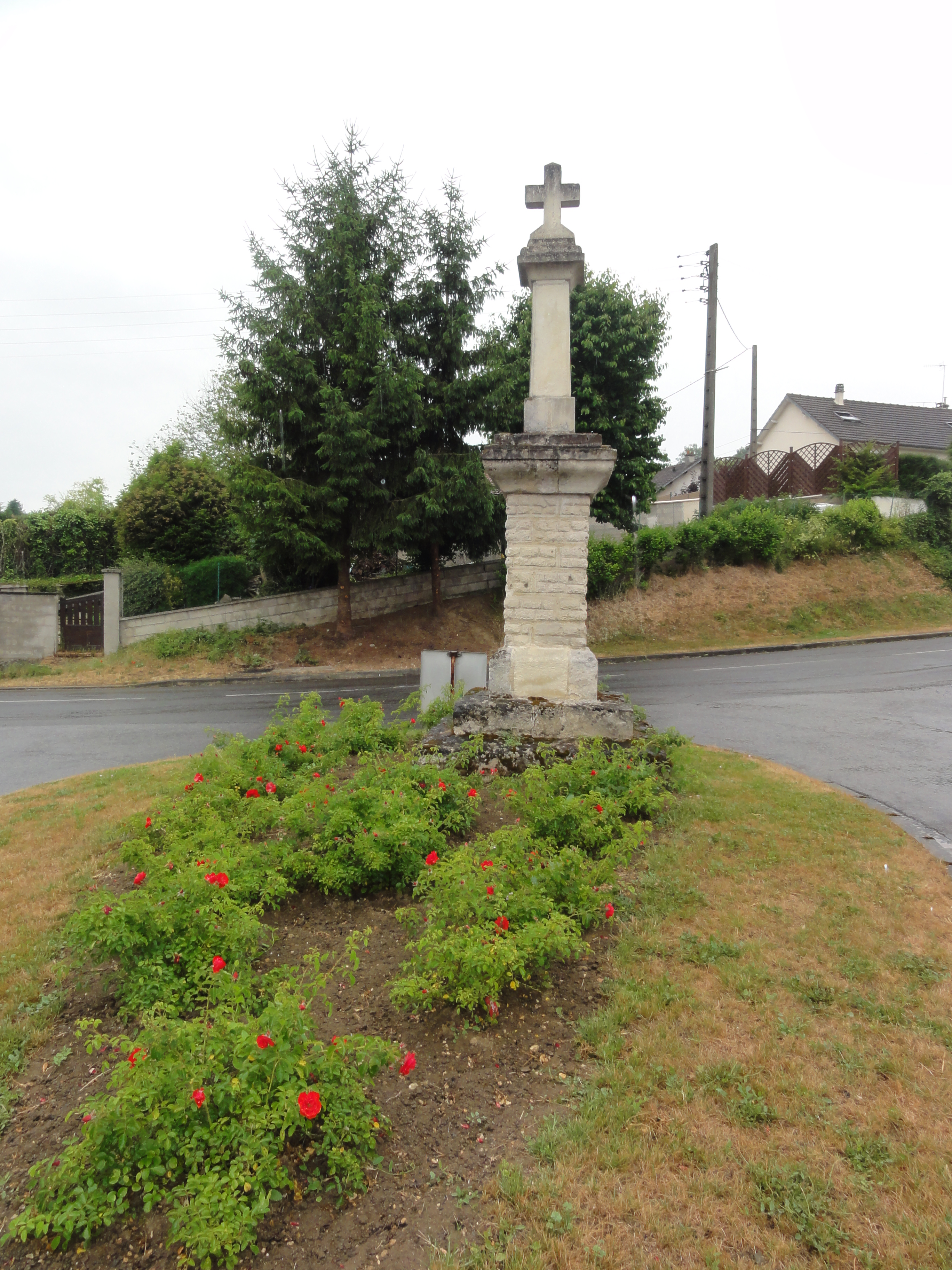
Croix de chemin.

### Personnalités liées à la commune
- Julien Deschamps (1817-1889), acteur et peintre, maire de Pasly de 1865 à 1872.
- Jules Debordeaux (1843-1870), Instituteur à Pasly et figure de la résistance qui lors de la guerre franco-prussienne de 1870 fut exécuté par l'enemi.

### Héraldique
| Blason de Pasly | Blason  | Taillé : au 1er d'azur à la feuille de vigne d'or posée en barre, au 2e de sinople à la pomme de pin d'or posée en barre, le pédoncule en haut ; à la cotice en barre d'argent, brochant sur la partition et chargée, en chef, de trois lionceaux de gueules et, en pointe, de trois fleurs de lys d'or*, tous posés et plomb et rangés en barre. |
| Blason de Pasly | Détails | * Il y a là non-respect de la règle de contrariété des couleurs : ces armes sont fautives (or sur argent). La feuille de vigne est pour les vignes encore présentes au début du XXe siècle, remplacées par la suite par des pins noirs représentés par la pomme de pin. La cotice en barre avec ses lions et lys rappelle les armoiries de la Picardie. Enfin, les couleurs bleue et verte représentent l'eau (les marais de Pasly) et la terre pour le côté rural. Blason officiel, créé dans les années 1980. |